# Saint-Martin-d'Auxy
Saint-Martin-d'Auxy è un comune francese di 94 abitanti situato nel dipartimento della Saona e Loira nella regione della Borgogna-Franca Contea.

## Società

### Evoluzione demografica
Abitanti censiti